# Пітч
Пітч,пі́тчинґ, або подання (англ. pitch) — це коротке словесне (іноді візуальне) представлення ідеї кінофільму, своєрідна презентація. Пітч створюється сценаристом або режисером для продюсера чи представника студії з метою отримання фінансування для фільму. Подання, як правило, проводять особисто, хоча іноді вони можуть відбуватися по телефону або через відеозапис.
Хороше подання триває від п'яти до десяти хвилин і охоплює передісторію, сюжет і ключові моменти оповіді, короткі описи головних персонажів (часто зі згадуванням імен акторів, які могли б зіграти роль), чіткі визначення жанру, настрою, імовірної аудиторії та попереднього бюджету.
Якщо продюсер зацікавлюється подачею, він, як правило, просить переглянути огляд фільму (treatment). Якщо ж ні, то запитує «А що ще у вас є?». У такому випадку бажано мати наготові другу, або й третю ідею фільму, щоб представити її без вагань.